# Union des démocrates pour la République
Union des démocrates pour la République (UDR) (dansk: Unionen af demokrater for republikken) (officielt: L’Union des démocrates pour la cinquième République (dansk: Den demokratiske union for den femte republik)) var et fransk gaullistisk parti, der blev oprettet i 1967 og nedlagt i 1976.
Partiet var en videreførelse af Unionen for den nye republik, der havde eksisteret siden 1958.
I 1976 blev partiet afløst af Samling for Republiken.

## Præsidentvalg
Ved præsidentvalget i 1969 støttede partiet Georges Pompidou, der vandt valget. I 1974 støttede partiet Jacques Chaban-Delmas, der blev nummer tre, og som dermed blev én af valgets tabere.

## Premierministre
Partiet havde følgende premierministre:
- Georges Pompidou (1962–1968)
- Maurice Couve de Murville (1968–1969
- Jacques Chaban-Delmas (1969–1972)
- Pierre Messmer (1972–1974)
- Jacques Chirac (1974–1976)